# Zeuthen
För andra betydelser, se Zeuthen (olika betydelser).
Zeuthen är en kommun (tyska: Gemeinde) och ort i Landkreis Dahme-Spreewald i förbundslandet Brandenburg, Tyskland. Den ligger ca 3 km sydost om Berlins stadsgräns.

## Geografi och kommunikationer
Zeuthen ligger vid floden Dahme och Zeuthener See sydost om Berlin, och utgör genom sin närhet till Berlin en del av storstadsregionen Berlin/Brandenburg, med karaktären av en tätbebyggd villaförort till Berlin.  Zeuthens järnvägsstation är en station för Berlins pendeltågslinjer S8 och S46.
Zeuthen har två separata centrum; ett kring den ursprungligen medeltida byn Miersdorf i sydväst och ett som under det sena 1800-talet växte upp kring järnvägsstationen för Berlin-Görlitz-banan, nära Zeuthener See.  Idag utgörs större delen av ortens område av villabebyggelse.

## Historia
Byn Miersdorf omnämns första gången i kejsar Karl IV:s landbok över Markgrevskapet Brandenburg från 1375. Byn var redan då kyrkby för ett pastorat där flera omkringliggande byar ingick. Under 1400-talet tillhörde området släkten Enderlin. Området genomgick en ekonomisk tillbakagång under denna period där många gårdar övergavs.
1817 blev orten åter säte för ett pastorat och 1866 drogs järnvägen mellan Berlin och Görlitz genom området. Genom närheten och de goda tågförbindelserna till Berlin kom orten att dra till sig Berlinbor som ville flytta ut från staden. Anspråksfulla villor för Berlins övre medelklass uppfördes i Zeuthen vid sjön, medan Miersdorf framförallt under Weimarrepubliken blev ett populärt område för Berlinbor att uppföra enklare sommarstugor som gradvis omvandlats till permanentboenden.
Efter andra världskriget omvandlades många av de större villorna i området till flerfamiljshus. På Miersdorfs gods fanns under en kortare tid ett franskt krigsfångläger. I orten lät också de sovjetiska ockupationsmyndigheterna anlägga en krigskyrkogård där 449 sovjetiska soldater som stupat i slaget om Berlin begravdes. Området tillhörde den sovjetiska ockupationszonen och Östtyskland fram till Tysklands återförening 1990. Under denna period bosatte sig många partifunktionärer och andra tjänstemän inom DDR i området. Här bedrevs också jordgubbs- och sparrisodling i Miesdorfs kollektivjordbruk. 1957 slogs Miesdorf och Zeuthen ihop till en enhetlig kommun.

## Zeuthen i konst och litteratur
Zeuthen är känt inom den tyska litteraturen genom författaren Theodor Fontanes (1819-1898) verk.  Fontane bodde där under en tid och centrala delar av handlingen i romanen Irrungen, Wirrungen (1888) samt romanen Stine (1890) utspelas vid det tidigare hotellet vid Hankels Ablage i Zeuthen.  Orten har ett Fontanesällskap som anordnar utställningar och föredrag till författarens minne.
Den amerikanska sångaren och skådespelaren Dean Reed drunknade 1986 i Zeuthener See, efter att ha levt i många år i Östtyskland.

## Näringsliv, utbildning och forskning
1962 grundades Institutet för Högenergifysik (Institut für Hochenergiephysik, IFH) i Zeuthen, tillhörande den östtyska vetenskapsakademin.  Sedan 1 januari 1992, efter Tysklands återförening utgör institutet i Zeuthen en av två anläggningar för det tyska partikelfysikforskningsinstitutet DESY, som i Zeuthen bedriver forskning inom högenergi- och partikelfysik, samt yrkesutbildning.

## Vänorter
- Małomice i Powiat żagański, Lubusz vojvodskap, Polen.
- Interlaken, Kantonen Bern, Schweiz.